# Shōjo Sect
Shōjo Sect (japanisch 少女セクト Shōjo Sekuto) ist ein erotischer Manga des japanischen Mangakas Ken Kurogane, welcher von 2003 bis 2005 publiziert wurde. Eine Umsetzung der Yuri-Serie als Original Video Animation wurde 2008 durch das Animationsstudio Amarcord unter dem Titel Shōjo Sect – Innocent Lovers realisiert.

## Handlung
Die Handlung dreht sich um die beiden Schülerinnen Shinobu Handa und Momoko Naitō, die einander bereits seit ihrer frühen Kindheit kennen. Shinobu ist seit dem Tag ihres Kennenlernens in Momoko verliebt. Jahre später sind die beiden auf einer Mädchenschule gelandet. Momoko hat die gemeinsame Vergangenheit mit Shinobu hinter sich gelassen; Shinobu hingegen nicht. Beide gehen ihre eigenen Wege, doch Shinobu hofft, dass sich Momoko an ihr Versprechen, das sie sich in ihrer Kindheit gegeben haben, erinnern kann. Während sie zunächst neben dem Schulalltag in diversen Erlebnissen mit den sexuellen Begegnungen ihrer Mitschüler konfrontiert werden, gesteht Shinobu schließlich Momoko ihre Liebe. Langsam wächst eine Beziehung zwischen den beiden Mädchen, bis sie schließlich zusammenziehen.

## Charaktere

### Charaktere im Manga und der OVA
Shinobu Handa (藩田 思信, Handa Shinobu)
Shinobu Handa ist eine der beiden Protagonistinnen. Sie kann gut mit Geld umgehen und ist bei den übrigen Schülerinnen der Mädchenoberschule beliebt. Handa ist bürgerlicher Herkunft und liebt Frauen, egal welchen Alters. Auch wenn sie oft zu spät zum Unterricht in der Schule erscheint, in der Klasse einschläft und generell ein delinquentes Verhalten an den Tag legt, ist sie sehr schlau und Mitglied des Poesieclubs der Schule. Sie ist in einem Harem mit den meisten Mädchen ihres Schülerwohnheims involviert, wobei sie die stärksten Gefühle für Momoko Naito hegt.
Momoko Naitō (内藤 桃子, Naitō Momoko)
Momoko ist die zweite Protagonistin. Sie ist im Disziplinarkomitee der Schule und nimmt ihre Aufgaben sehr ernst, wodurch sie des Öfteren mit Shinobu in Konflikt gerät. Sie hat eine Leidenschaft für das Essen, auch wenn man ihr das nicht ansieht, ist reizbar und hat eine geringe Toleranzschwelle für Eskapaden anderer Menschen, wobei bei ihr auch eine schelmische Seite angedeutet wird. Dennoch ist sie ihren Mitschülerinnen freundlich und aufgeschlossen gegenüber, weswegen sie bei den übrigen Mädchen ebenfalls eine große Popularität genießt. Naitō trägt immer ein stark riechendes Parfüm, das den Geruch sofort preisgibt, bevor sie es ihrem Gegenüber erklärt. Momoko und Shinobu haben einander in ihrer frühen Kindheit in einem Park kennen gelernt. Shinobu schenkte ihr einen Keks, woraufhin Momoko ihr einen Kuss gab. Dieses Aufeinandertreffen sorgte dafür, dass sich Shinobu in Momoko verliebte; Momoko hingegen, kann sich nicht erinnern. In der Oberschule hat Momoko aufgrund mehrerer verwirrender Ereignisse es schwer sich mit Shinobu anzufreunden, schafft es aber nach mehreren Geschehnissen, Shinobus Gefühle zu erwidern, da sie erkennt, dass Shinobu in Wahrheit freundlich und ihre Liebe echt ist.
Kirin Suwabe (諏訪部 麒麟, Suwabe Kirin)
Kirin ist Shinobus beste Freundin und eine durch ein Stipendium geförderte Waise, die in einem speziellen Wohnheim lebt und Shinobu permanent begleitet. Sie bildet sich ein, Shinobus Dienerin zu sein, was ihr ihrer Meinung nach ein bestimmtes Selbstwertgefühl gibt. Kirin ist in ihre beste Freundin verliebt, trotz ihrer Gefühle für Momoko, und ist bereit sie mit anderen Mädchen zu teilen, damit sie so lange wie möglich an ihrer Seite sein kann. Später beginnt sie eine Liebesbeziehung mit Matsuri, einer jüngeren Mitschülerin, welche starke Gefühle für Kirin hat.
Matsuri Yoshioka
Matsuri ist eine Schülerin an einer anderen Schule und in Kirin verliebt. Im Manga und in der OVA haben beide miteinander Geschlechtsverkehr und später werden beide ein Paar.
Kyōko Hayato (隼砥 教子, Hayato Kyōko)
Kyōko ist Lehrerin an der Mädchenschule, die Momoko und Shinobu besuchen. Sie ist groß, wunderschön und besitzt trotz ihrer 27 Jahre einen kindischen Charakter, was sie bei ihren Schülerinnen beliebt macht. Nach der Schule hängt sie oft mit Momoko herum und erlaubt ihr in ihrer Nähe zu bleiben. Aufgrund ihres teuren Geschmackes hat sie eine finanziell harte Zeit gehabt, wobei sie dennoch stets fröhlich ist. Nachdem sie im Manga Momoko verführt, wird gezeigt, dass sie eine ernste Krankheit hat, die Hayato zwingt ihren Beruf aufzugeben, um sich zu erholen, was zum Ende der Beziehung mit Momoko führt. In dem Bonuskapitel des Mangas erfährt man, dass sie nach Amsterdam geflogen ist, um einen Freund im Krankenhaus zu besuchen. Sie schickt Momoko einen detaillierten Brief ihrer Reise. Es ist unbekannt, an welcher Krankheit sie leidet, im Manga erklärt sie jedoch, dass sie eine Transplantation braucht.
Sayuri Ōkami (大神 小百合, Ōkami Sayuri)
Sayuri ist eine Schülerin im dritten Jahr an der Mädchenschule und versucht Shinobu für sich zu erobern. Sie ist beliebt bei ihren Mitschülerinnen und wird von ihren Lehrern sowie den jüngeren Schülerinnen für ihr vorbildliches Verhalten respektiert. Dennoch weist sie auch ein schematisch kalkulierendes Verhalten auf. So versucht sie Shinobu in einem leerstehenden Raum zu verführen, wird aber von ihr abgewiesen, da diese die Gefühle anderer nicht verletzen will. Ihr eigentliches Ziel ist, dass Momoko ihr Temperament verliert, von der Schule verwiesen und sie so von Shinobu getrennt wird. Ihr Plan geht zwar auf – sie wird von Momoko mit einem Feuerlöscher angegriffen –, die Sache wird aber aufgeklärt und Momoko darf auf der Schule bleiben. Dennoch entschließt sich Momoko dafür, die Schule zu wechseln. Obwohl ihr Plan aufgeht, wird gezeigt, dass Shinobu und Momoko vier Monate nach der Handlung eine Beziehung eingehen.
Maya Enjōji (燕条寺 真弥, Enjōji Maya)
Maya ist eine Schülerin, die sich von Shinobus Charme hingezogen fühlt. Sie ist hübsch und clever, aber auch gefügig und willensschwach, sodass sie alles macht, was andere ihr sagen. Nachdem Maya während der Hausarbeit die schlafende Shinobu vorfindet, küsst sie sie, ohne zu wissen, dass Shinobu kurz darauf aufwacht. Später wird sie von Shinobu wegen des Kusses konfrontiert und Maya beginnt sich dafür zu entschuldigen und verspricht, alles Erdenkliche zu unternehmen, um ihre Tat wieder gutzumachen. Shinobu bringt Maya in einen leerstehenden Raum und verführt sie. Nach längerer Ermutigung durch Kirin wird auch Maya zu Shinobus Dienerin. Maya ist die einzige Schülerin der Serie, die ihre Tage an der Mädchenschule an Shinobus Seite verbringt. Sie geht später mit Shinobu und Momoko eine Dreiecksbeziehung ein. Shinobu schafft es, Mayas Schale zu durchbrechen, womit sie auch an Selbstbewusstsein gewinnt, wobei sie in diesem Prozess auch eine perverse Seite an sich entdeckt.
Chizuru Komai (狛井 千鶴, Komai Chizuru)
Chizuru ist eine Schülerin aus Momokos Klasse. Sie ist ein mutiges und engstirniges Mädchen, das Probleme hat sich auszudrücken. Sie hat Schwierigkeiten, Kompromisse mit anderen Schülerinnen einzugehen, und ist sehr zielbewusst, was es schwer macht, sich mit ihr abzugeben. Sie ist in ihre ältere Schwester Shigure verliebt und versucht verzweifelt ihr dies offen zu zeigen. Chizuru sucht bei Momoko Rat und schafft es, die Zuneigung ihrer Schwester zu gewinnen, was Momoko nach Bekanntwerden schockiert, da sie ihr zur Seite stand, um die unnatürlichen Liebe zu gewinnen. Chizuru ist Mitglied im Dramaclub.
Shigure Komai (狛井 時雨, Komai Shigure)
Eine der älteren Schülerinnen an der Mädchenschule. Sie ist wunderschön, intelligent, heiter und hat die Dinge im Griff, was sie zu einer geeigneten Klassensprecherin machen würde. Dennoch entschied sie sich, nach der Schule direkt nach Hause zu gehen. Sie ist in ihre kleine Schwester unerwidert verliebt, ist aber sehr feinfühlig und versucht ihre Gefühle zu unterdrücken. Nach einem Gespräch mit Shinobu realisiert sie, dass ihre Gefühle zu stark sind, um diese zu ignorieren.

### Weitere Charaktere im Manga
Asafuki Nio (鳰 旦蕗, Nio Asafuki)
Asafuki Nio ist eine Mitschülerin von Setsuka Inubosaki und in Momoko verliebt, kann sich aber nicht überwinden, ihr ihre Gefühle zu gestehen. Dies nimmt Setsuka zum Anlass, um Neo zu ärgern. Durch Setsuka sieht sie sich selbst als jemand, der andere Mädchen anzieht, kann aber nicht an sich arbeiten, um sich selbst zu verbessern. Asafuki ist selbstgerecht, hat aber nicht die Willensstärke, um ihr Glück zu erzwingen.
Setsuka Inubōsaki (犬吠埼 雪華, Inubōsaki Setsuka)
Setsuka ist eine der älteren Oberschülerinnen und lebt mit Momoko im gleichen Wohnheim. Sie hat eigentümliche Verhaltensweisen, ist sehr nachdenklich und gesprächig. Sie weiß um die Gefühle ihrer Mitschülerin Neo Bescheid und ärgert sie dennoch andauernd deswegen. Jedoch wird sie immer mehr mit Momoko verglichen, weswegen Setsuka sie als Rivalin betrachtet. Setsuka ist klein, hat schwer zu pflegendes Haar und ein wenig charmantes Gesicht. Den körperlichen Nachteil Momoko gegenüber macht sie mit ihrer körperlichen Stärke wett.
Sū Sumi (鷲見 雛, Sumi Sū)
Sū ist eine Schülerin im dritten Jahrgang der Oberschule. Sie hat eine freundliche und clevere Sprechweise, womit sie jüngere Mitschülerinnen in ihre fiesen Pläne, der Vorsitzende des Tierpflegeclubs zu imponieren, lockt und einbindet. Sie ist bekannt dafür, gut aussehenden Mitschülerinnen nachzustellen, und sieht es als Erhöhung ihres sozialen Status an, für den Tierpflegeclub ausgesucht zu werden. Ihre Vorteile nutzt sie regelmäßig aus, organisiert „Kennenlernpartys“ mit Schülern einer reinen Jungenschule und schiebt die Rechnungen dabei jedes Mal auf die Jungen, wodurch sie sich außerhalb der Schule einen Namen als „Abzockekönigin“ macht.
Tomoi Yuhazu (弓梢 朋衣, Yuhazu Tomoi)
Tomoi ist eine Austauschschülerin und plante dem Fashionclub der Schule beizutreten. Sie ist willensschwach und unaufdringlich, wodurch sie in die Hände von Sū fällt, nachdem sie gesehen hat, wie Sū sich mit einem auswärtigen Schüler einlässt. Sie wurde am ersten Schultag in den Tierpflegeclub aufgenommen, weswegen sie von vielen Mitschülerinnen beneidet und gehasst wird. Sie denkt, dass Austauschschüler generell gemobbt werden. Sie besitzt viele Anziehsachen und gibt viel Geld dafür aus. Durch ihre hohen Kreditkartenrechnungen bringt sie ihre Eltern in finanzielle Engpässe.

## Manga
Shōjo Sect wurde von Ken Kurogane gezeichnet und geschrieben. Zwischen dem 17. Juni 2003 (Ausgabe 8/2003) und 17. Juni 2005 (Ausgabe 8/2005) wurde der Manga im Adult-Manga-Magazin Comic MegaStore des Verlags Core Magazine veröffentlicht. Später wurde der Manga in zwei Sammelbänden (Tankōbon) herausgebracht. Im November des Jahres 2015 erschien eine Neuauflage mit einem zusätzlichen Kapital in einem Gesamtband.
| Nummer | Veröffentlichung (Japan) | ISBN                   |
| ------ | ------------------------ | ---------------------- |
| 1      | 18. August 2005          | ISBN 978-4-877348-82-3 |
| 2      | 19. April 2006           | ISBN 978-4-877349-79-0 |
| 3      | 14. November 2015        | ISBN 978-4-864368-50-6 |

## Anime
Von Juli bis November 2008 erschien eine Adaption als dreiteilige Original Video Animation. Die Folgen entstanden unter der Regie von Ryūki Midoriki beim Studio Amarcord. Drehbuchautor war Mayumi Ishida. Das Charakterdesign entwarf Hijirizuki und die künstlerische Leitung lag bei Minoru Maeda. Der verantwortliche Produzent war Kōtarō Murakami.
| Nr. | Deutscher Titel | Originaltitel        | Erstveröffentlichung Japan |
| --- | --------------- | -------------------- | -------------------------- |
| 1   | 1. Periode      | 1 時限目 (1 Jigenme) | 25. Juli 2008              |
| 2   | 2. Periode      | 2 時限目 (2 Jigenme) | 25. Sep. 2008              |
| 3   | 3. Periode      | 3 時限目 (3 Jigenme) | 23. Nov. 2008              |

### Synchronisation
| Rolle            | Japanischer Sprecher (Seiyū) |
| ---------------- | ---------------------------- |
| Shinobu Handa    | Minami Hokuto                |
| Momoko Naitō     | Yuzuki Kaname                |
| Kirin Suwabe     | Ai Miyashita                 |
| Kyōko Hayato     | Asuka Hōjō                   |
| Chizuru Komai    | Kaede Yamazaki               |
| Shigure Komai    | Risa Matsuda                 |
| Maya Enjoji      | Soyogi Tōno                  |
| Sayuri Ōkami     | Erena Kaibara                |
| Matsuri Yoshioka | Anata Nishihara              |

### Musik
Der Soundtrack stammt von Pinkman. Im Abspann der zweiten Episode ist eine Instrumentalversion des Liedes When the Saints Go Marching In zu hören.

## Einordnung ins Genre und Analyse
Innerhalb des Genres Yuri stellt Shōjo Sect eine ungewöhnliche Serie dar, da sie als eines der wenigen Werke explizit erotisch und pornografisch ist, während sonst zwar romantische, aber nicht sexuell konnotierte Erzählungen von innigen, jedoch „unschuldigen“ und platonischen Beziehungen unter Frauen und Mädchen üblich sind. In einer nicht-repräsentativen Umfrage unter der Leserschaft des Genres wurde Shōjo Sect dennoch am fünft-häufigsten als beliebtes Werk genannt. Die Nennungen geschahen besonders durch heterosexuelle männliche (15 %) und nicht-heterosexuelle weibliche (9 %) Befragte. Sie ist daher die vermutlich mit Abstand beliebteste erotisch/pornografische Serie, die dem Genre zugerechnet wird. Wegen dieser besonderen und doch sehr beliebten Stellung im Genre wird der Manga von Studienautorin Verena Maser auch zu einem der bedeutendsten Yuri-Serien gezählt. Die Serie hat in der Phase der Festigung des Genres ab 2003 dazu beigetragen, die Leserschaft in den Bereich der erotischen und pornografischen Literatur auszudehnen.
Entgegen der üblichen Erwartungen an Pornografie ist Shōjo Sect zunächst eine Liebesgeschichte. Geschlechtsmerkmale wie Brüste sind nicht stark übertrieben dargestellt, sondern die Zeichnungen sind auf die Darstellung von Schönheit ausgerichtet. Dies setzt das Werk, wie auch der Redakteur in einem Interview dazu bemerkte, deutlich von den anderen Serien des Magazins ab. Comic MegaStore richtet sich an erwachsene Männer und enthält vor allem pornografische Geschichten über Sex zwischen Männern und Frauen. Der deutlichen Andersartigkeit von Shōjo Sect schreibt der Redakteur auch zu, Grund für den besonderen Erfolg der Serie zu sein. Obwohl nicht in einem typischen Magazin erschienen, wurde Shōjo Sect sehr bald von Yuri-Fans rezipiert und in Magazinen, Fanveröffentlichungen und Kritiken dem Genre zugerechnet. Dies ist womöglich auf die offene Werbung mit dem lesbischen Paar für die Taschenbuchausgabe zurückzuführen. Im Zuge dieser Ausgabe konnte die Serie anders als im Magazin auch ein größeres weibliches Publikum erreichen. Der Genreführer Yuri sakuhin fairu lobte den Manga als revolutionär und innovativ in der Heraushebung des Sex’ zwischen den beiden Mädchen, dargestellt in eleganten, sorgfältigen Linien.